# Valentín Díez Serna
Valentín Díez Serna (ur. 11 listopada 1915 w Tablada de Villadiego, zm. 16 sierpnia 1936 Fuente el Fresno) – hiszpański franciszkanin, alumn, męczennik chrześcijański i błogosławiony Kościoła rzymskokatolickiego.

## Biografia
Urodzony w Tablada de Villadiego (prowincja Burgos) 11 listopada 1915 roku. Rodzice Antonio i María mieli dziesięcioro dzieci. Valentìn został ochrzczony w kościele parafialnym w pobliskim Villadiego 14 listopada 1915 roku, do pierwszej komunii przystąpił w 1923 roku, Bierzmowano go 7 października 1924 roku. Rodzice byli zaprzyjaźnieni z rodziną franciszkanina o. Anastasio Gonzalesa OFM, pochodzącego z Villaute. Dzięki tej znajomości Valentín rozpoczął naukę w prowadzonym przez braci mniejszych niższym seminarium duchownym w Alcázar de San Juan (Ciudad Real) 29 września 1926 roku. W latach 1928–1930 kontynuował naukę w kolegium franciszkanów w La Puebla de Montalbán (Toledo). Do nowicjatu wstąpił Arenas de San Pedro (Ávila) 12 listopada 1930 roku. Pierwsze śluby złożył w Arenas 13 listopada 1931 roku. Przełożeni skierowali go na studia przygotowujące do przyjęcia święceń kapłańskich.
Studia filozoficzne odbył w latach 1931–1934 w Pastranie (Guadalajara). Następnie przez dwa lata studiował teologię w Consuegra (Toledo). Podczas studiów współpracował z seminaryjnym czasopismem, publikując na jego łamach artykuły i poezję o tematyce maryjnej. Należał do grupy studentów, której patronował Jan Duns Szkot. Przeżył śmierć matki i poważny kryzys, który dotknął grupę kleryków w związku z nieposłuszeństwem okazanym o. Benigno Prieto. Od 1934 roku dokuczały mu powracające migreny. Przyjął tonsurę i święcenia niższe w Ciudad Real 6 i 7 czerwca 1936 roku. Rozstrzelano go podczas hiszpańskiej wojny domowej wraz ze współbraćmi z konwentu, wychowawcami i klerykami franciszkańskimi w Boca de Balondillo (Fuente el Fresno, Ciudad Real) 16 sierpnia 1936 roku.

## Beatyfikacja
Brat kleryk Valentín Díez Serna OFM został ogłoszony błogosławionym wraz z innymi 497 męczennikami hiszpańskimi przez papieża Benedykta XVI na Placu Świętego Piotra 28 października 2007 roku. Mszy przewodniczył prefekt Kongregacji Spraw Kanonizacyjnych kardynał José Saraiva Martins.
Wspomnienie liturgiczne obchodzone jest jako obowiązkowe przez zakony franciszkańskie na terenie Hiszpanii, przypada 6 listopada.